# Labyrinthen
Labyrinthen er en roman fra 1792-1793 af Jens Baggesen. 
Romanen er en halvt selvbiografisk beskrivelse af forfatteren Jens Baggesens rejse gennem Europa i årene 1789-1790. Baggesen havde på grund af dårligt helbred fået tilstået en rejse til det tyske kursted Bad Pyrmont af sin mæcen prins Frederik Christian af Augustenborg. Til forskel fra tidens mange rejseromaner prøvede Jens Baggesen ikke at skrive en turistfører om de lande, han besøgte. Baggesen var  interesseret i at skildre sin egen udvikling og menneskene omkring sig. 
Oprindelig havde Baggessen tænkt sig en dansk version af Laurence Sternes A Sentimental Journey through France and Italy fra 1768 (på dansk i 1775 under titlen Yoricks Følsomme Reise), hvilket bl.a. kan ses af jagten efter pas samme dag som afrejsen finder sted, i åbningskapitlet, der har en umiskendelig lighed med det engelske forbillede. Men snart indser Baggesen, at hans bog er langt mere personlig end Sternes lette satiriske prosa, og han skaber i stedet sit helt egent værk. 
Det fører til meget subjektive beskrivelser af steder og landskaber, han besøger. Karakteristisk er beskrivelsen af Mannheim i kapitlet Staden paa Vers, der med sine snorlige gader og ens huse giver byen et militaristisk præg. Byen medfører en længere diskussion om byer på prosa og rim:

| Citat                          | Snorlige Gader og sammenpassende Qvarterer i en Stad synes mig omtrent det samme som maalte Linier og Riim i en Bog. De opvække strax forventning om større Skjønhed, en Forventning, der ikke i Førstningen er behagelig - tilfredstilles den, er Fornøielsen og virkelig fuldstændigere; men tilfredstilles den ikke, er Misfornøielsen saa meget desto større, da de, med Tilbageblik paa det pralende Løfte, gaaer over til Ærgrelse. En Stad i solut Stiil lover ikke mere, end den kan holde, dens Conversation er lig den daglige Tale; sund Forstand og hist og her et godt Indfald er Alt, hvad man forlanger af den; en Stad i bunden Stiil derimod sætter sig i Lave, rømmer sig, og begynder at declamere - vee den, hvis den ikke opfylder alle Fordringer in arte poetica´! | Citat |
| (Danske Værker, bind 9, 1846): | |       |

Og hans tur op i tårnet på Domkirken i Strasbourg, hvor selve turen op i flere stadier beskrives som en febrilsk opstigning til gudernes bolig i nærmest impressionistisk stil:

| Citat                          | Triumph! Her staaer jeg paa Spiirspidsen af dette Taarn. Hvilken uophørlig Stigen! hvilken Møie, Anstrengelse, Udmattelse, Fare! mine Knæ zittrede, den varme Sved blev Kold, jeg kunde næsten ikke mere, det sortnede for mit Øie, medens hele den levende Verden gled bort under min Fod - men jeg anspændte med convulsivisk Iver de sidste døende Kræfter - og nu! hvilken Seier, hvilken Himmel, hvori jeg svimler... [...] Jeg Fjær! jeg Fnug- paa Spidsen af denne svimmelhøie Colossus! Hvorved skal jeg holde mig fast? ved den glatte Steen? ved det afslebne Jern? ved den strømmende Luft? - Hvormed skal jeg krampe mig fast? med den bævende Fod? med den zittrende Haand? - O! der er den! der der den! den hvirvlende Sky! den svøber mig ind i sin foldende Favn! jeg lettes - jeg løfters - den suser mig bort fra det svindende Standpunkt i Himmelens Ørken | Citat |
| (Danske Værker, bind 9, 1846): | |       |

Interessant er også rejsen til revolutionens Frankrig og især Paris, hvor det var Baggesens hensigt at at besøge den nydannede Nationalforsamling og Bastillens ruiner. 
På turen møder Jens Baggesen sin tilkommende hustru, den schweitziske Sophie von Haller, og i romanens fortsættelse beskriver han, hvordan han forloves og giftes med hende for endelig at bringe hende tilbage til sit hjemland. Da vognen med Jens Baggesen og hans brud ruller over grænsen til Danmark slutter romanen.
De første to bind af Labyrinthen udkom i 1792 og 1793, og Baggesen standsede aldrig arbejdet med en fortsættelse. Kun dele af den blev udgivet. Den komplette udgave med fortsættelse findes i den af sønnerne Adam Paul Baggesen og August Baggesen og digterpræsten C. E. Boye udgivede 10. binds samling Jens Baggesen "Danske Værker" 1827-1832 (2. udgave 1845-1847). Alle senere publicerede udgaver af Labyrinthen er forkortede.